# Île d'Otava
L'île d'Otava (en finnois : Otavan saari) est une île située à Naantali en Finlande.

## Géographie
Otava est située à l'Ouest de Naantali 
Elle est la cinquième plus grande île de l'archipel finlandais.
Depuis 2009, l'île était partagée entre Rymättylä et Merimasku. 
Depuis leur fusion en 2009 avec Naantali, l'île appartient administrativement à Naantali.
On y trouve quinze lacs: Köylijärvi, Taattistenjärvi, Leikkistenjärvi, Leiklahdenjärvi, Paskaperänjärvi, Ylttistenjärvi, Vilujärvi, Kuralanjärvi, Tiskari, Riiaistenjärvi, Paskalahti, Taka-Paskalahti, Kirkkojärvi, Riittiönjärvi et Lyhtyjärvi.

## Transports
Elle est traversée par la seututie 189 et la route de liaison 1890.

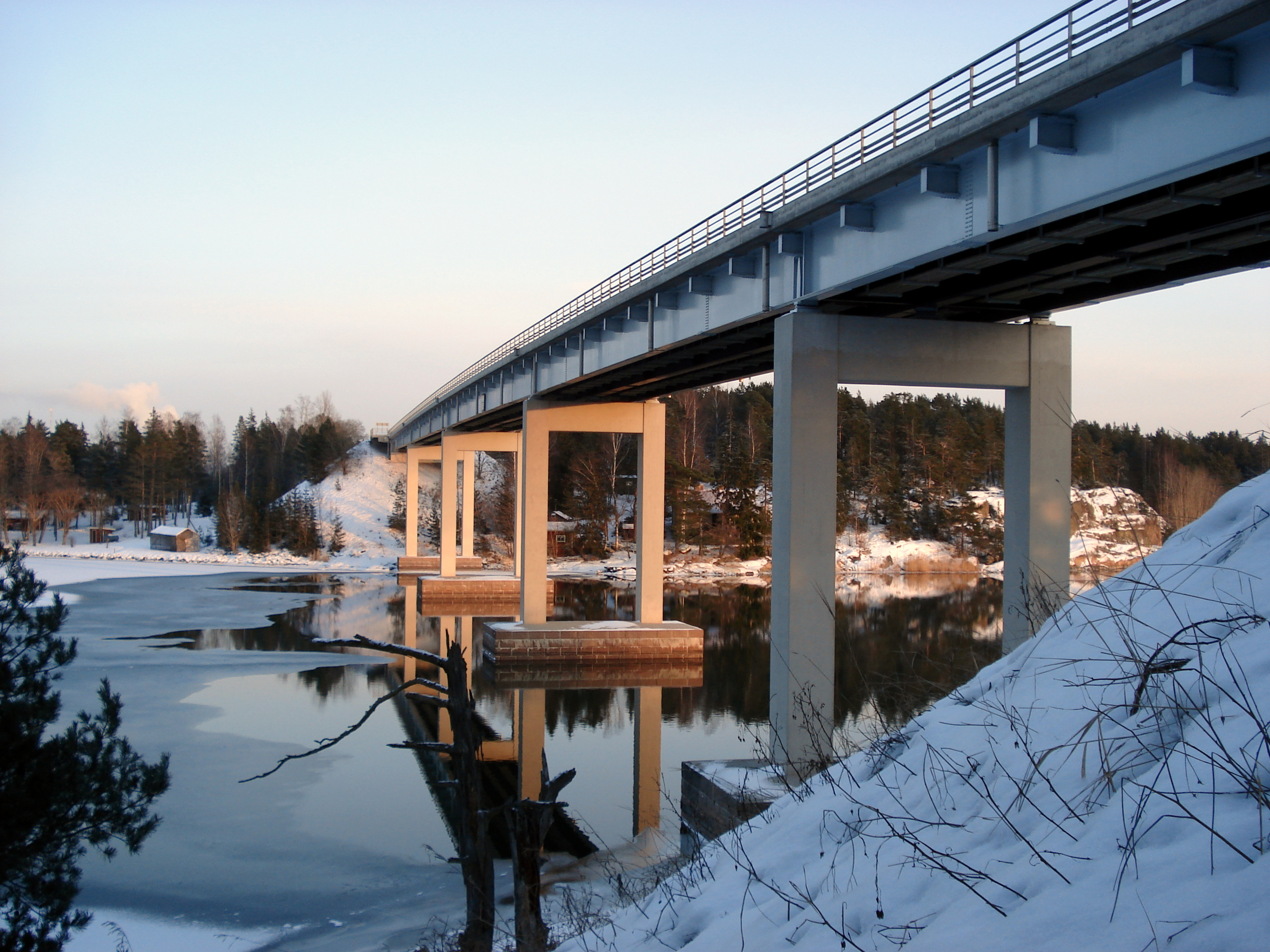
Le pont de Särkänsalmi reliant l'île au continent

## Histoire
L'île semble être habitée depuis le néolithique.
Sur l'île on peut voir l'église médiévale de Rymättylä, l'église en bois de Merimasku et le musée Dikseli.

## Galerie

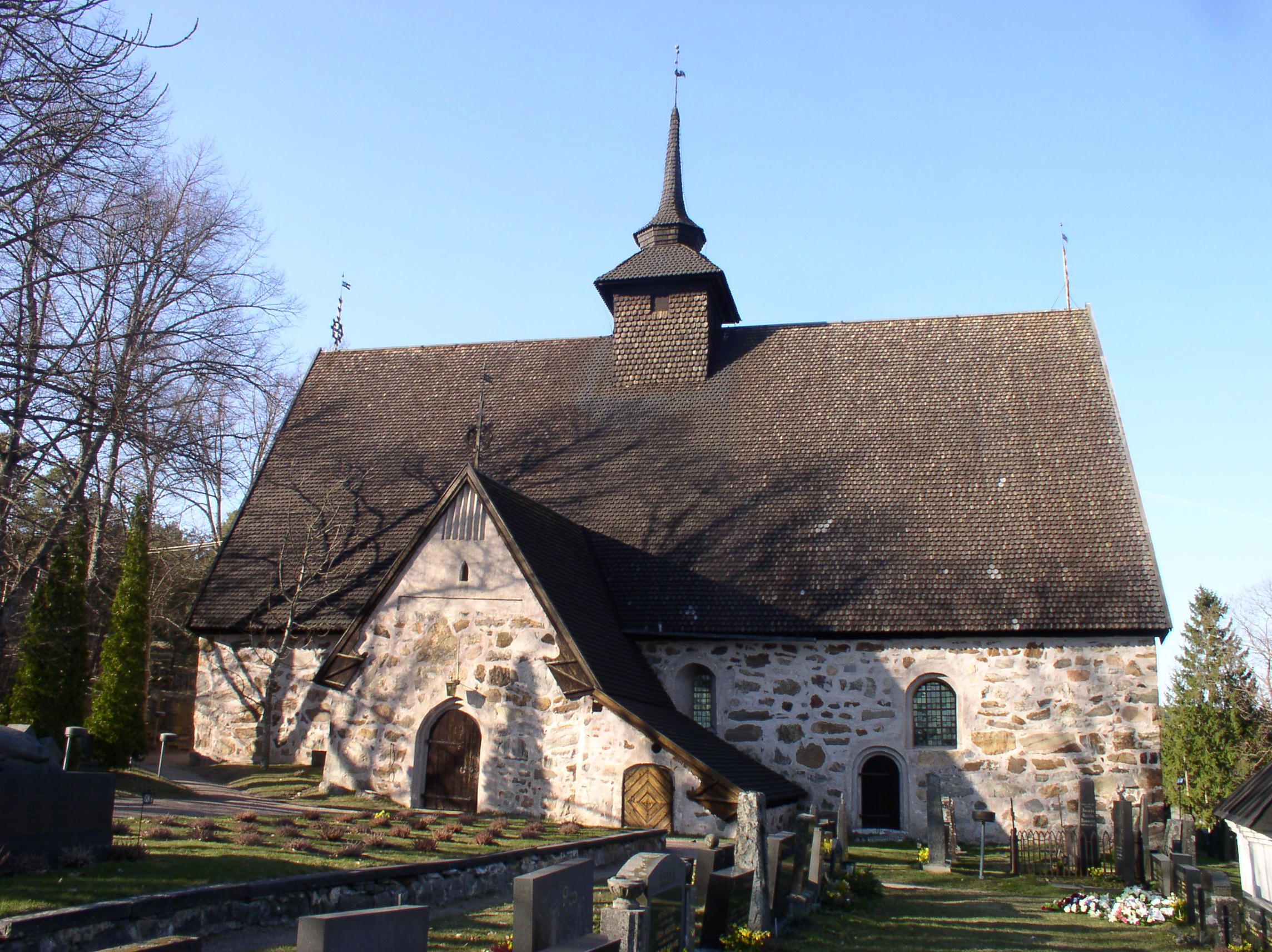
L'église médiévale de Rymättylä
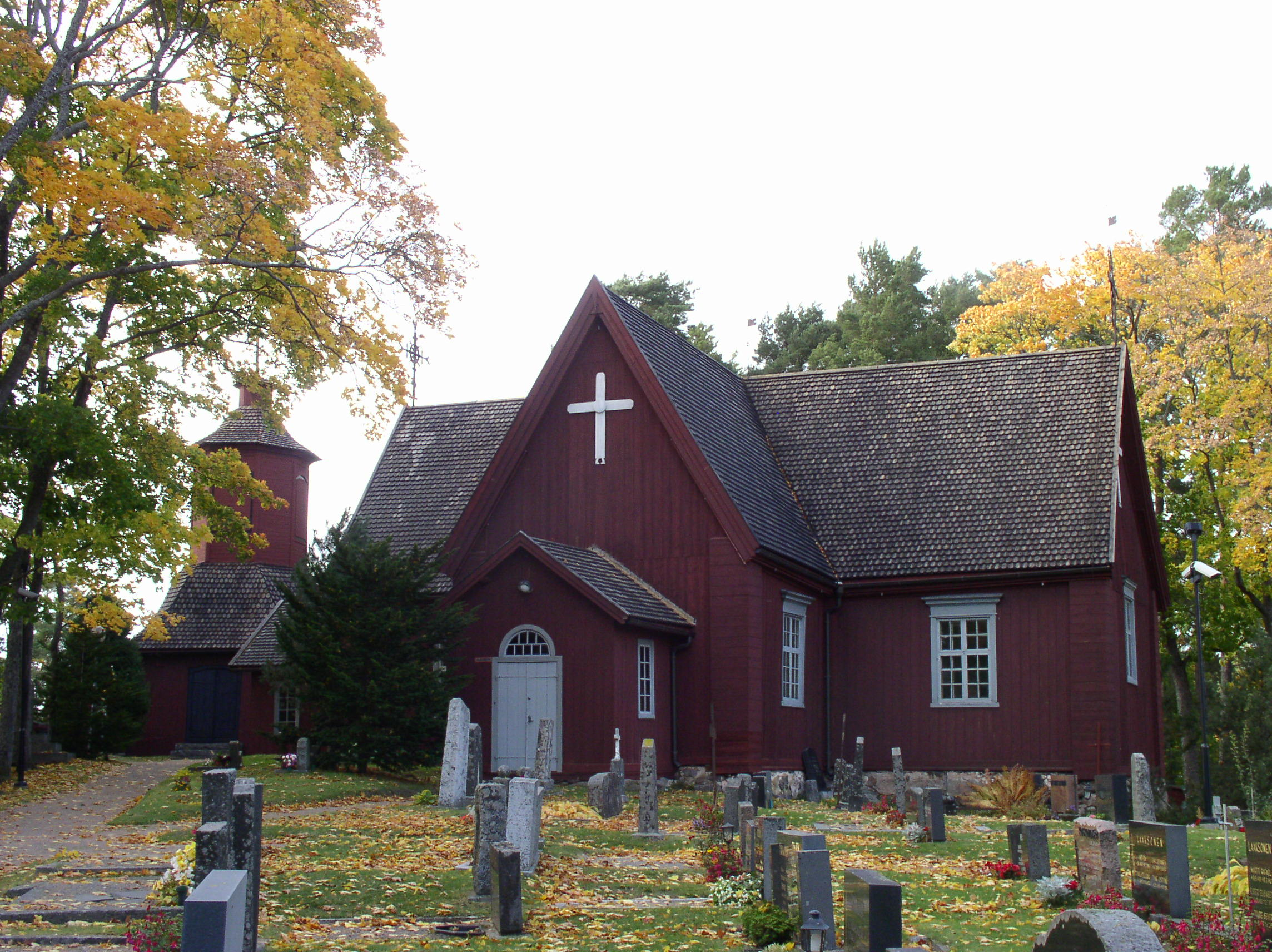
L'église en bois de Merimasku
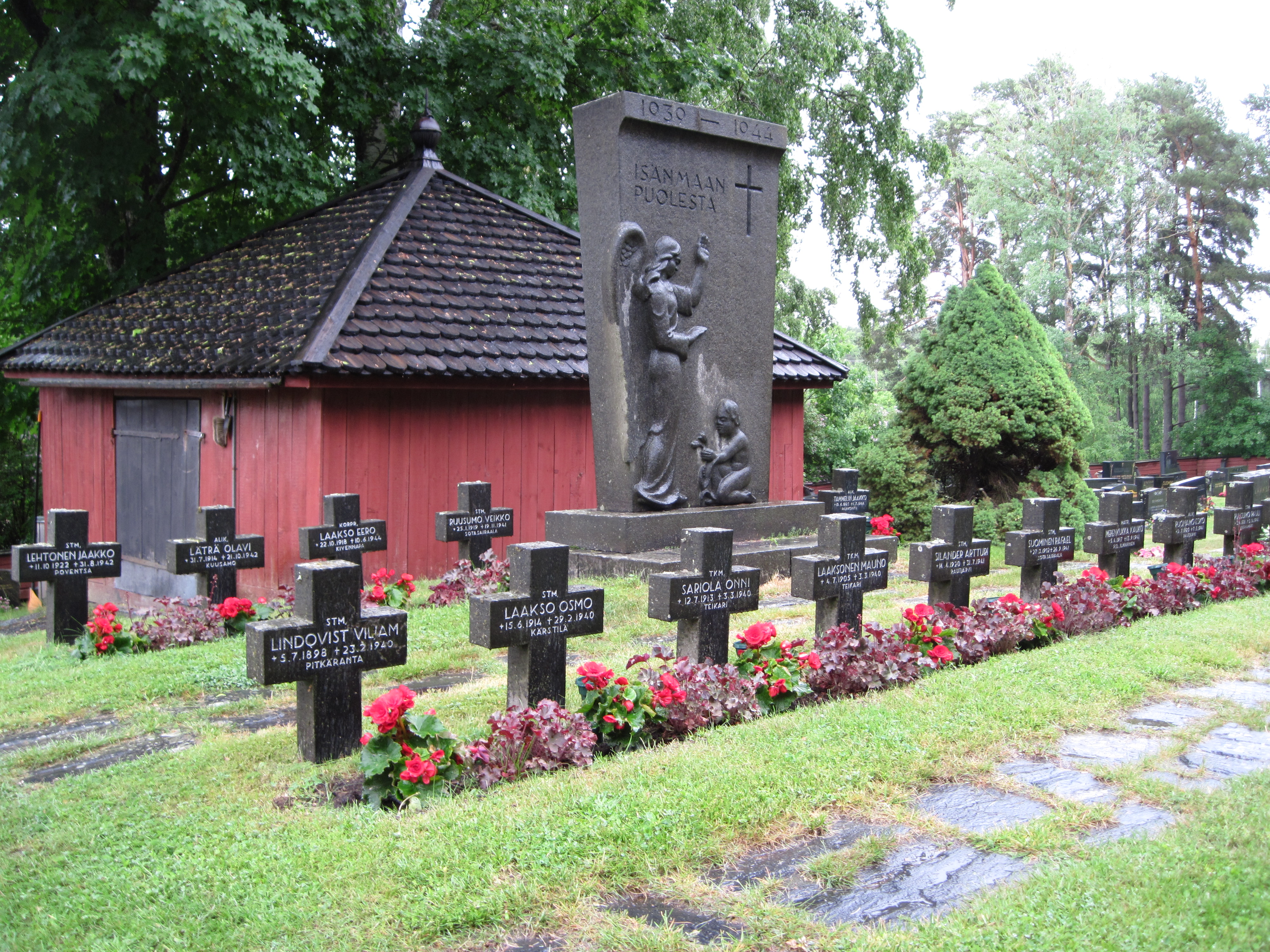
Mémorial 1939 - 1944
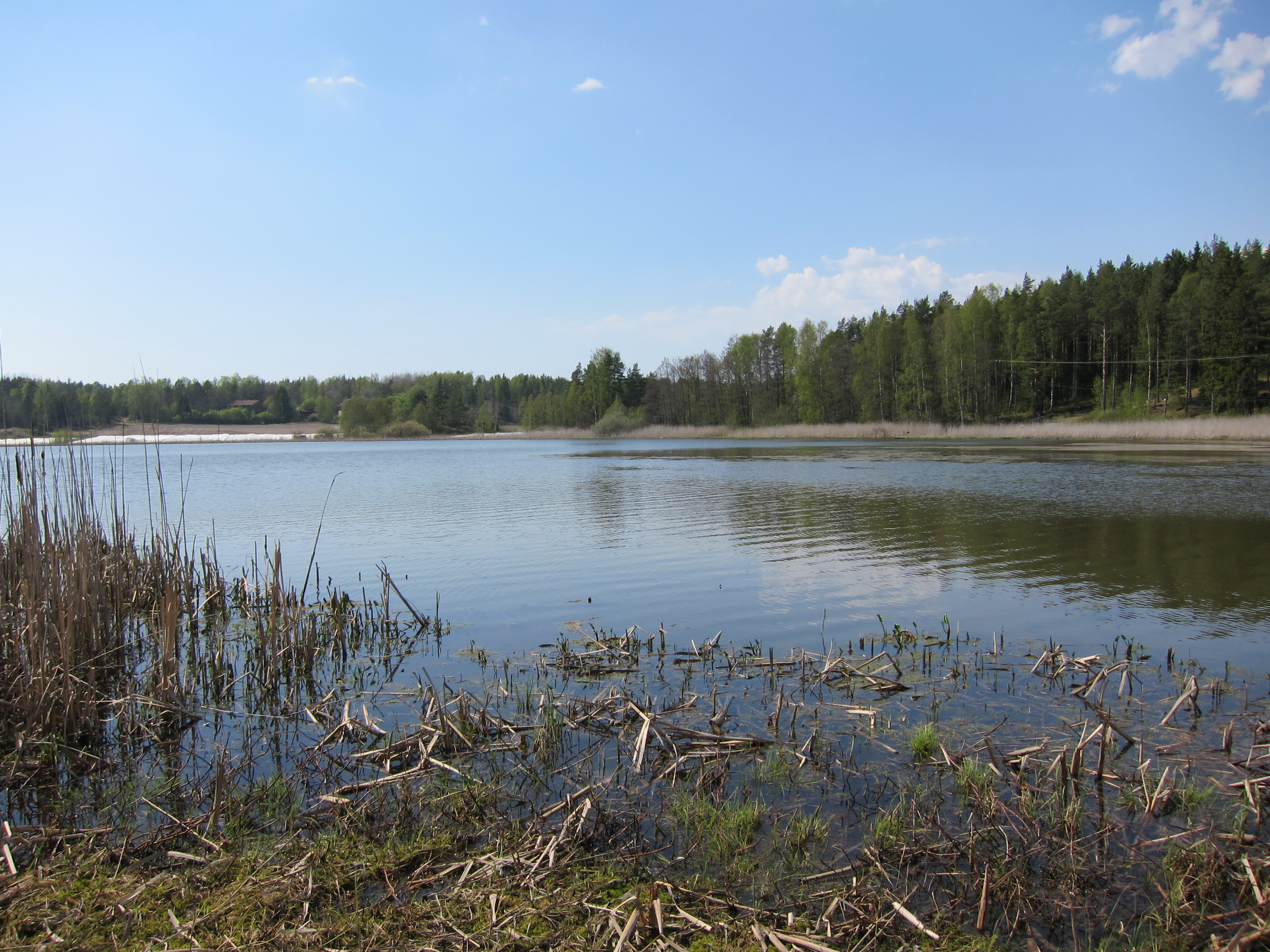
Le lac Köylijärvi
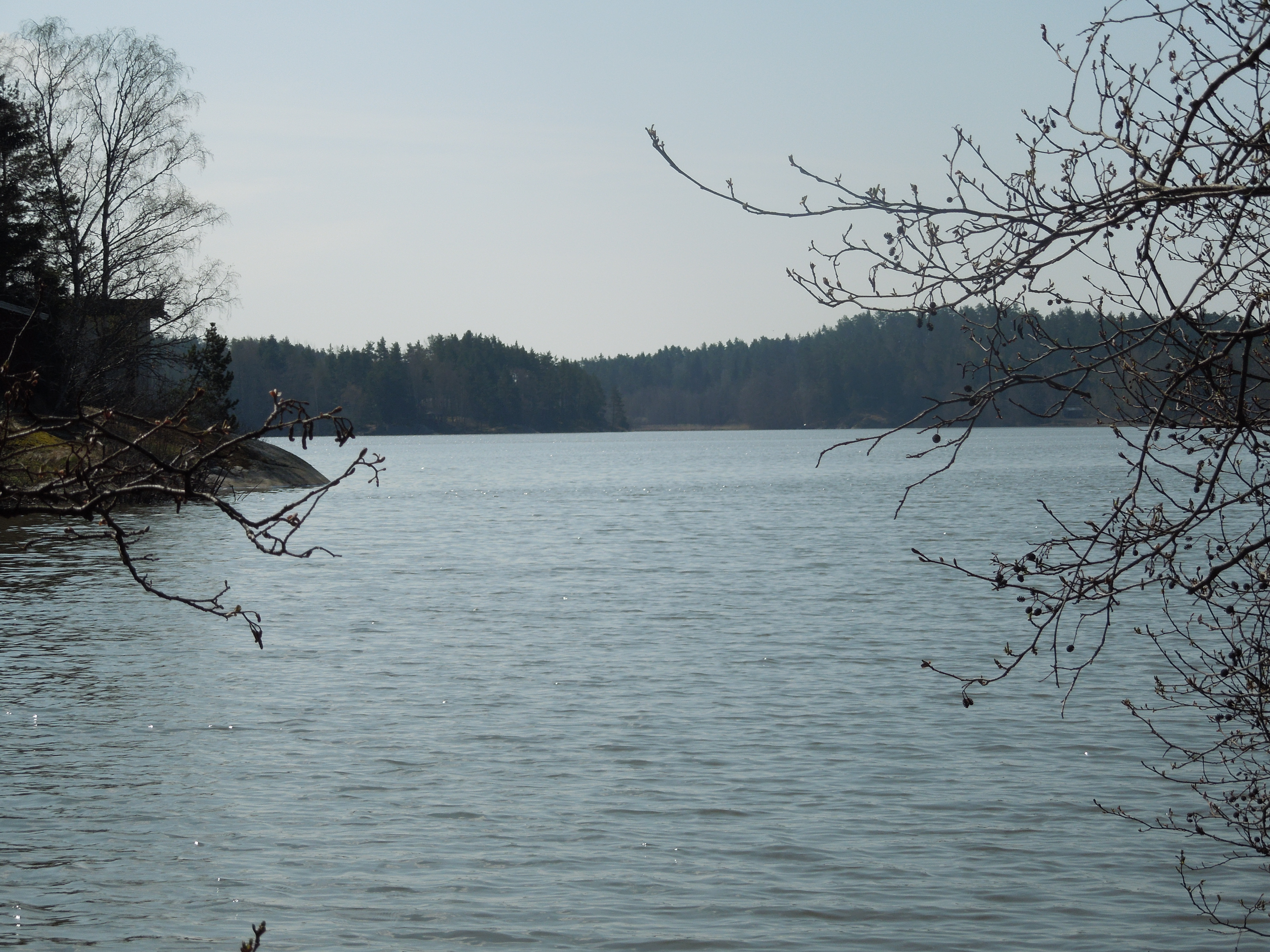
Le lac Taattistenjärvi